# Модильяни, Франко
Франко Модилья́ни (итал. Franco Modigliani; 18 июня 1918, Рим — 25 сентября 2003, Кембридж, шт. Массачусетс) — американский экономист еврейско-итальянского происхождения.
Ученик Джейкоба Маршака. Лауреат премии по экономике памяти Альфреда Нобеля 1985 года «за анализ финансовых рынков и поведения людей в отношении сбережений».

## Биография
Окончил Римский университет в 1939 году. В начале Второй мировой войны эмигрировал в США. В 1942 году начал преподавать в Колумбийском университете. В 1944 году получил докторскую степень в Новой школе социальных исследований (Нью-Йорк).
Преподавал в Колумбийском, Иллинойсском, Северо-Западном университетах, в 1962—1988 годах в Массачусетском технологическом институте.
Создал в конце 1950-х — начале 1960-х годов вместе с М. Миллером две базовые теоремы современной теории финансов, известные как теоремы Модильяни — Миллера.
Президент Эконометрического общества (1962).
Президент Американской экономической ассоциации (1976)
В 1992 году подписал «Предупреждение человечеству».
Его внучка — Лея Модильяни (Leah Modigliani) — нью-йоркский экономист, вице-президент банка Morgan Stanley.

## Сочинения
- «Национальный доход и международная торговля» (National Incomes and International Trade, 1953; в соавторстве с Хансом Нейссером);
- «Стоимость капитала, корпоративные финансы и теория инвестиций» (The Cost of Capital, Corporation Finance and the Theory of Investment; совместно с М. Миллером)
- «Реформа международной платежной системы» (The Reform of the International Payments System, 1971; в соавторстве с Г. Аскари);
- «Собрание сочинений» в 3 тт. (The Collected Papers, 1980).